# Miconia diaphanea
Miconia diaphanea är en tvåhjärtbladig växtart som beskrevs av Henry Allan Gleason. Miconia diaphanea ingår i släktet Miconia och familjen Melastomataceae. Inga underarter finns listade i Catalogue of Life.